# Santa Eulàlia d'Estaon
L'església de Santa Eulàlia d'Estaon és l'antiga parroquial del poble d'Estaon, a la comarca del Pallars Sobirà, dins de l'antic terme del mateix nom.

## Història
Consta documentada l'any 1146 quan ajudava al sosteniment de l'església de Sant Martí de Cardós, pertanyent al bisbat d'Urgell. Va ser església parroquial de la vila d'Estaon fins al segle xviii, que, per la construcció d'un nou temple, va passar a ser-ne simplement una capella. En els anys vint del segle xx, es va modificar: la nau va passar a ser rectoria i es va derrocar l'absis romànic.

## L'edifici
L'església romànica està datada de finals del segle xi o principis del xii, era d'una sola nau i un absis semicircular amb arc prebisterial. Una part inferior dels murs sud i oest estan tallats a la roca on s'assenta l'església.
Les pintures murals que la decoraven, van ser traslladades a diferents museus: al Museu Nacional d'Art de Catalunya, a Barcelona, hi ha les més completes, pertanyents a l'absis, que representen el Pantocràtor dintre d'una màndorla, envoltat pel tetramorf, dos arcàngels, un serafí i un querubí. Al Museu Diocesà d'Urgell, es guarden les que decoraven el mur nord, amb el tema de la Passió.

### Pintures
Les pintures mostren influències del Mestre de Pedret i certes semblances amb les decoracions murals de les esglésies d'Esterri de Cardós i Sant Pere de Sorpe. Les pintures d'Estaon i les de Surp, del segle xii, són una altra mostra de les obres influenciades pels tallers de més importància, executades per generacions de pintors locals. Així, l'absis d'Estaon s'ha relacionat llunyanament amb el Cercle de Pedret i amb Santa Maria de Taüll. Hi destaca la representació del Baptisme de Crist, així com la imatge de santa Eulàlia, a qui és dedicada l'església. El fragment de Surp prové de la decoració absidal, on hi havia també el Crist en majestat i un apostolat (conservats en part en altres museus); la decoració està relacionada amb el pintor del Judici Final de Santa Maria de Taüll.
Es troba en estat ruïnós.